# Partido de los Amantes de la Cerveza de Polonia
El Partido de los Amantes de la Cerveza de Polonia (PPPP; Polaco: Polska Partia Przyjaciół Piwa) fue fundado en 1990. Uno de sus líderes era el humorista Janusz Rewiński. En un principio el objetivo del partido consistía en promover el consumo de cerveza en detrimento del vodka, como medida para prevenir el alcoholismo.
Su denominación satírica y la desmotivación producida por los cambios políticos llevó a muchos polacos a votar por el PPPP. El carácter del partido queda bien reflejado en su llamada al voto alegando que con ellos en el poder "no será mejor, pero al menos sí será más divertido". En las elecciones legislativas de 1991 el PPPP obtuvo 16 de los 460 escaños en el Sejm. Al poco tiempo el partido se escindió entre las facciones de la cerveza "grande" y "pequeña", a pesar de la declaración de Rewinski de que "la cerveza no es rubia ni negra, es sabrosa". Finalmente el PPPP desapareció y algunos de sus diputados se unieron a partidos más serios.